# Renate Sommer
Renate Sommer (ur. 10 września 1958 w Bochum) – niemiecka polityk, inżynier rolnictwa, posłanka do Parlamentu Europejskiego V, VI, VII i VIII kadencji.

## Życiorys
Ukończyła w 1984 magisterskie studia rolnicze. W 1996 obroniła doktorat na Uniwersytecie w Bonn. Zawodowo związana z tą uczelnią jako wykładowca na wydziale rolniczym. Pracowała też na stanowisku referenta w Deutschen Landjugendakademie, niemieckiej akademii młodzieży wiejskiej.
Wstąpiła do Unii Chrześcijańsko-Demokratycznej. Od 1994 do 1999 z jej ramienia była radną miasta Herne. W 1993 zasiadła we władzach okręgowych CDU. W 1999 z jej listy uzyskała mandat deputowanej do Parlamentu Europejskiego. Od tego czasu skutecznie ubiegała się o reelekcję w wyborach europejskich w 2004, 2009 i 2014.